# تابع خطا

نموداری از تابع خطا

در ریاضیات، تابع خطا تابعی است که در علوم احتمالات، مواد، آمار و معادلات دیفرانسیل با مشتقات جزئی استفاده می‌شود. تعریف این تابع به صورت زیر است:
{\displaystyle \operatorname {erf} (x)={\frac {2}{\sqrt {\pi }}}\int _{0}^{x}e^{-t^{2}}\,\mathrm {d} t.}
همچنین، متمّم تابع خطا نیز به شکل زیر تعریف می‌شود:
{\displaystyle {\begin{aligned}\operatorname {erfc} (x)&=1-{\mbox{erf}}(x)\\&={\frac {2}{\sqrt {\pi }}}\int _{x}^{\infty }e^{-t^{2}}\,\mathrm {d} t.\end{aligned}}}
این تابع فرد است (متقارن نسبت به مبدأ مختصات) و برای اعداد مختلط نیز تعریف می‌شود.